# برج کاستم هاوس
برج کاستم هاوس یک مجتمع مسکونی واقع در ماساچوست، ایالات متحده آمریکا می‌باشد و پروژه ساخت آن در ۱۹۱۵ به پایان رسید. تعداد طبقاتش ۳۲ است.